# Supercoppa del Belgio 1987
La Supercoppa del Belgio 1987 (in francese Supercoupe de Belgique, in fiammingo Belgische Supercup) è stata la 9ª edizione della Supercoppa del Belgio di calcio.
La partita fu disputata dal Anderlecht, vincitore del campionato, e dal Malines, vincitore della coppa.
Questa edizione ebbe la particolarità di essere stata giocata in due match. Il primo match, disputato il 15 agosto, terminò sull'1-1. Si decise quindi di rigiocare il match tre giorni dopo. Stavolta il match fu vinto 2 a 0 dall'Anderlecht, che si aggiudicò il trofeo per la seconda volta. Entrambi gli incontri si giocarono al Constant Vanden Stock Stadium di Anderlecht.

## Tabellino
| Anderlecht 15 agosto 1987 | Anderlecht | 1 – 1 | Malines | Constant Vanden Stock Stadium |

| Anderlecht 18 agosto 1987 | Anderlecht | 2 – 0 | Malines | Constant Vanden Stock Stadium |